# Vollenhove (gemeente)
Vollenhove was een gemeente in de provincie Overijssel. Een gemeente met deze naam heeft tweemaal bestaan. De eerste gemeente Vollenhove heeft slechts kort bestaan: deze werd op 1 juli 1818 gesplitst in twee gemeenten, te weten Stad Vollenhove en Ambt Vollenhove. De tweede gemeente Vollenhove ontstond op 1 februari 1942 door samenvoeging van laatstgenoemde twee gemeenten, met enkele grenscorrecties.
Op 10 augustus 1942 werd aan Stad Vollenhove een (nieuw) wapen verleend, naar aanleiding van de fusie met Ambt Vollenhove. Omdat de gemeente Stad Vollenhove op dat moment niet meer bestond is dit wapen overgegaan op de nieuwe gemeente Vollenhove.
Op 1 januari 1973 ging de gemeente samen met de gemeenten Blokzijl, Giethoorn en Wanneperveen op in de nieuw gevormde gemeente Brederwiede. Op 1 januari 2001 ging Brederwiede op in Steenwijkerland.